# Bò Dexter
Bò Dexter là một giống bò có nguồn gốc từ Ireland. Là một giống bò có kích thước nhỏ nhất của giống bò châu Âu, chúng chiếm khoảng một nửa kích thước của bò Hereford truyền thống và khoảng một phần ba kích thước của một con bò sữa Friesian (bò Holstein). Giống bò này được đánh giá là một giống hiếm cho đến gần đây, nhưng bây giờ được coi là một giống phục hồi của The Consestock Conservancy.
Giống Dexter có nguồn gốc ở tây nam Ireland từ nơi nó được đưa đến Anh vào năm 1882. Giống này hầu như biến mất ở Ireland, nhưng vẫn được duy trì với vị thế là một giống bò thuần chủng ở một số đàn nhỏ ở Anh cũng như ở Mỹ. Dexter là một giống bò kích thước nhỏ với những con bò cái trưởng thành có trọng lượng từ 600 đến 700 và bò đực trưởng thành có trọng lượng khoảng 1.000 pound (450 kg).
Trong khi từng rất hiếm ở cả Anh và Mỹ, bò Dexter đã được hồi sinh ở cả hai quốc gia này, với hơn 4.100 con bò Dexter đăng ký vào năm 2007 bởi Hiệp hội Gia súc Dexter ở Anh - gấp đôi con số của năm 2000.
Sự phổ biến của Dexter đã được thúc đẩy bởi một nhu cầu về thực phẩm hữu cơ, mối quan tâm về sức khỏe đối với việc nuôi trồng nhà máy và giá lương thực tăng cao.